# Les Grandes-Armoises
 Les Grandes-Armoises  là một xã ở tỉnh Ardennes, thuộc vùng Grand Est ở phía bắc nước Pháp.